# Đẳng cấp thú cưng 2
Đẳng cấp thú cưng 2 (tên gốc tiếng Anh: The Secret Life of Pets 2) là phim điện ảnh hài hoạt hình 3D của Mỹ năm 2019 do hãng phim Illumination chịu trách nhiệm sản xuất, với Chris Renaud đóng vai trò đạo diễn, Jonathan del Val đồng đạo diễn và Brian Lynch đảm nhiệm phần kịch bản. Đây là phần phim tiếp theo của Đẳng cấp thú cưng (2016), đồng thời cũng là phim điện ảnh thứ hai của thương hiệu. Bộ phim có sự tham gia lồng tiếng của Patton Oswalt (thay thế Louis C.K.) trong vai Max, Kevin Hart, Eric Stonestreet, Jenny Slate, Tiffany Haddish, Lake Bell, Nick Kroll, Dana Carvey, Ellie Kemper, Chris Renaud, Hannibal Buress, Bobby Moynihan và Harrison Ford. Tiếp nối câu chuyện của phần phim đầu tiên, Đẳng cấp thú cưng 2 kể câu chuyện về Max cùng những thách thức mới khi cô chủ Katie sinh ra cậu nhóc đáng yêu tên Liam.
Đẳng cấp thú cưng 2 được hãng Universal Pictures phát hành tại Mỹ vào ngày 7 tháng 6 năm 2019. Phim cũng được khởi chiếu cùng ngày tại thị trường Việt Nam. Tác phẩm nhận được nhiều ý kiến đánh giá trái chiều từ giới chuyên môn, đồng thời thu về 434,4 triệu USD toàn cầu so với kinh phí sản xuất là 80 triệu USD, chỉ bằng một nửa so với phần phim tiền nhiệm.

## Nội dung
Một thời gian sau phần phim trước, chủ của Max và Duke-Katie đã kết hôn và có một đứa con là Liam. Ban đầu, Max cản thấy khó chịu vì sự hiện diện của cậu, nhưng dần dần mối quan hệ giữa Max và Liam trở nên tốt đẹp hơn bao giờ hết. Suy nghĩ về việc thế giới bên ngoài đáng sợ như thế nào đối với Liam, Max bị ngứa và liện tục gãi ở cổ. Sau đó cậu được Katie dẫn đi bác sĩ thú y. Cũng như bao thú cưng khác, khi đến phòng khám Max đã không giấu nổi vẻ âu lo trên khuôn mặt. Đã vậy, chú chó tội nghiệp còn gặp thêm nhiều người bạn đồng loại vô cùng bất bình thường. Đầu tiên là chú mèo xám thân thiện bắt chuyện với Max, trấn an cậu rằng bác sĩ thú y ở đây rất giỏi nhất ngành về chữa trị chứng... rối loạn cư xử. Và rồi thì chú mèo bắt đầu "nổi đóa" cào cấu chủ. Lần lượt sau đó Max được gặp chú chuột hamster xám điên cuồng "chạy bộ" giảm cân, một chú chó nâu luôn phân vân rằng liệu mình có đủ ngoan, lại còn cả một cặp mèo sinh đôi có nụ cười vô cùng quái dị. Tránh vỏ dưa lại gặp vỏ dừa, Max vốn đã âu lo lại càng trở nên sợ sệt hơn với cuộc thăm khám trước mắt. May mắn thay, tình trạng của cậu tốt hơn khi Duke nói rằng họ sẽ có một chuyến đi tới một nông trại xa xôi ngoài thành phố.
Khi Max và gia đình cậu đến nông trại, Max cảm thấy không quen với lối sống nơi đây và bao gồm cả con chó chăn cừu, Rooster. Sau tai nạn với chuồng cừu, Max bị ép tìm con cừu Cotton bị thất lạc với Rooster. Chú chó chăn cừu này dạy cậu cách khống chế sự sợ hãi để cứu được Cotton và cậu đã làm được. Rooster bây giờ cho phép cậu ở với nó một đêm và khi Max sắp trở về New York, Rooster đã tặng cho cậu cái khăn choàng của mình. Trước chuyến đi tới nông trại, Max đã nhờ Gidget trông chừng giúp món đồ chơi yêu thích của mình, Busy Bee. Nhưng không may, Gidget lại làm rơi Busy Bee vào căn hộ ngập tràn mèo của Cat Lady. Sau khóa huấn luyện của Chloe về cách trở thành "Hoàng Thượng", Gidget đã thành công khi lẻn vào và lấy lại được Busy Bee, nhưng lại làm kích động những con mèo. Cô chuyển sang kế hoạch B và được gọi là "Queen of Cat" (tức "nữ hoàng mèo") sau khi nuốt chửng "Đốm đèn laze".
Trong khi đó, Daisy nói với Chloe và Snowball rằng cô cần "Captain Snowball" (chính là Snowball) để giải cứu chú hổ trắng, Hu. Daisy bắt đầu kể lại câu chuyện rằng trên chuyến bay tới thành phố, cô đã gặp được Hu khi nó đang bị bắt giữ bởi một gánh xiếc mà chủ của nó tên là Sergei. Sau đó, Snowball và Daisy bắt đầu đi tìm Hu. Với sự khó khăn đến từ những con sói của Sergei, cuối cùng, chúng cũng cứu được Hu. Nhưng khi trốn thoát, Daisy đã làm rơi chiếc kẹp hoa của mình, thứ mà sau này dẫn họ đến nguy hiểm. Daisy và Snowball dẫn Hu đến căn hộ của Pop. Ông đồng ý cho Hu ở lại một đêm, nhưng do làm ảnh hưởng nghiêm trọng đến căn hộ nên Hu bị đuổi và trốn ở nhà Max. Một lúc sau, gia đình của Max trở về. Sergei và đàn sói của hắn ta lần theo Daisy và bắt được Hu. Max nhìn thấy Sergei nhốt Hu và Daisy trong chiếc xe tải nên cậu cùng Snowball, Norman đuổi theo và nhờ tới sự giúp đỡ từ Gidget.
Snowball và Daisy đánh bại được con khỉ thú cưng Sergei, trong khi Max đánh bại từng con sói một, và giải thoát cho Daisy và Hu nhưng bị đánh bay khỏi đoàn tàu. Max sử dụng sự dũng cảm học từ Rooster đã thành công xâm nhập đoàn tàu, nơi mà cậu cùng những con thú cưng khác tấn công Sergei. Trước khi hắn kịp bắn Max, Gidget đã chạy qua Sergei bằng chiếc xe của Cat Lady và làm hắn bất tỉnh, sau đó dẫn tất cả các thú cưng trở về nhà bao gồm cả Hu, bây giờ được nhận nuôi bởi Cat Lady. Cuộc sống trở lại bình thường, Max chào tạm biệt Liam khi cậu bước vào trường mẫu giáo.

## Lồng tiếng
- Patton Oswalt vai Max, một con chó sục Jaghrgff Russell. Nhân vật này được lồng tiếng bởi Louis C.K. trong phần phim trước.
- Eric Stonestreet vai Duke, một con chó lớn màu nâu (thuộc giống chó Newfoundland lai), sống chung với Max.
- Kevin Hart vai Snowball, một con thỏ trắng và từng là thú cưng bị bỏ rơi.
- Jenny Slate vai Gidget, một con chó Pomeranian trắng.
- Tiffany Haddish vai Daisy, một con chó Shih Tzu.
- Lake Bell vai Chloe, một con mèo vằn béo.
- Nick Kroll vai Sergei, một chủ rạp xiếc người chuyên ngược đãi động vật.
- Dana Carvey vai Pops, một con chó Basset Hound già bị liệt chân sau.
- Ellie Kemper vai Katie, chủ của Max và Duke, vợ Chuck và mẹ Liam.
- Chris Renaud vai Norman, một con chuột lang nhà.
- Hannibal Buress vai Buddy, một con chó Dachshund vô tư.
- Bobby Moynihan vai Mel, một con chó Pug hiếu động.
- Harrison Ford vai Rooster, một con chó chăn cừu Wales.
- Pete Holmes vai Chuck, chồng Katie và cha Liam.
- Tara Strong vai Sweetpea, một con vẹt yến phụng màu vàng và xanh.
- Meredith Salenger vai Cat Lady, một cụ già cuồng mèo.[6]
- Henry Lynch vai Liam, con của Katie và Chuck.
- Sean Giambrone vai Cotton, một con cừu nhỏ được Max và Rooster cứu từ vách núi.[7]
- Michael Beattie vai Lead Wolf, con sói đầu đàn của đàn sói được Sergei huấn luyện.
  - Michael Beattie cũng lồng tiếng cho một con mèo gầy.
- Kiely Renaud vai Molly, chủ của Snowball.
- Garth Jennings vai một con chuột Hamster.[8]

## Sản xuất
Ngày 2 tháng 8 năm 2016, Universal Pictures và Illumination đã công bố phần tiếp theo của bộ phim hoạt hình năm 2016 Đẳng cấp thú cưng với đạo diễn Chris Renaud và người viết kịch bản Brian Lynch trở lại, còn Chris Meledandri và Janet Healy sản xuất. Matthew Inman (tác giả của The Oatmeal) làm việc cho bộ phim như một nhà tư vấn sáng tạo.
Tháng 11 năm 2017, có thông báo rằng Louis C.K. sẽ không tiếp tục lồng tiếng cho Max sau khi bị buộc tội và thừa nhận hành vi xâm hại tình dục với một số phụ nữ. Tháng 4 năm 2018, có thông báo rằng Patton Oswalt sẽ thay thế Louis C.K. thành Max trong khi Hart, Stonestreet, Slate, Kemper, Bell, Carvey, Buress và Moynihan sẽ tiếp tục đảm nhận vai trò của họ. Dàn diễn viên bổ sung bao gồm Tiffany Haddish, Nick Kroll, Harrison Ford và Pete Holmes.

### Nhạc phim
Alexandre Desaplt, người sáng tác nhạc của bộ phim đầu tiên, đã trở lại cho phần tiếp theo. Nhạc phim được phát hành bởi Back Lot Music vào ngày 31 tháng 5 năm 2019.

### Danh sách nhạc
| STT | Nhan đề                                                            | Phổ nhạc         | Thời lượng |
| --- | ------------------------------------------------------------------ | ---------------- | ---------- |
| 1.  | "It's Gonna Be a Lovely Day (Secret Life of Pets 2)" (feat. Aniné) | LunchMoney Lewis | 3:51       |
| 2.  | "Me and Julio Down by the Schoolyard"                              | Jack Antonoff    | 2:47       |
| 3.  | "It's Snowtime, Baby!"                                             |                  | 2:19       |
| 4.  | "Max's Busy Bee"                                                   |                  | 3:38       |
| 5.  | "Children's Heroes"                                                |                  | 2:15       |
| 6.  | "Road Trip"                                                        |                  | 1:05       |
| 7.  | "Gidget's Dream"                                                   |                  | 2:29       |
| 8.  | "Snowball's Workout"                                               |                  | 1:50       |
| 9.  | "Daisy's Story – Meet Sergei"                                      |                  | 2:12       |
| 10. | "The Farm"                                                         |                  | 2:01       |
| 11. | "Fireflies"                                                        |                  | 0:49       |
| 12. | "Cat Lessons"                                                      |                  | 2:22       |
| 13. | "Keeping Liam Safe"                                                |                  | 1:07       |
| 14. | "Max's Terrors"                                                    |                  | 2:23       |
| 15. | "Sergei's Circus"                                                  |                  | 4:06       |
| 16. | "Gidget's Mission"                                                 |                  | 2:22       |
| 17. | "Snowball's Swirl"                                                 |                  | 1:37       |
| 18. | "Sergei"                                                           |                  | 2:58       |
| 19. | "Herding"                                                          |                  | 7:05       |
| 20. | "Wolves & Daisy"                                                   |                  | 1:45       |
| 21. | "Max Finds His Howl"                                               |                  | 0:51       |
| 22. | "Inner Rooster"                                                    |                  | 4:27       |
| 23. | "Goodbye Farm"                                                     |                  | 0:52       |
| 24. | "Train Chase"                                                      |                  | 7:21       |
| 25. | "Panda"                                                            | Kevin Hart       | 0:44       |

## Phát hành
Đẳng cấp thú cưng 2 được phát hành tại Mỹ vào ngày 7 tháng 6 năm 2019 bởi Universal Pictures. Trước đó, được dự kiến phát hành ngày 13 tháng 7 năm 2018, và sau đó là ngày 3 tháng 7 năm 2019. Bộ phim được phát hành tại Anh hai tuần trước đó vào ngày 24 tháng 5 năm 2019.

### Quảng bá
Trước ngày Đẳng cấp thú cưng 2 khởi chiếu, trailer riêng của vài nhân vật trong phim (bao gồm Max, Chloe, Snowball, Daisy, Gidget và Rooster) đã được phát hành. Ngày 11 tháng 4 năm 2019, trailer đầy đủ đầu tiên của phim được phát hành. Trailer thứ 2 (và cũng là cuối cùng) của phim được phát hành vào ngày 16 tháng 5 năm 2019.

## Đón nhận

### Doanh thu phòng vé
Đẳng cấp thú cưng 2 đã thu về 158,3 triệu USD tại thị trường Mỹ và Canada, và 271,2 triệu USD ở các quốc gia và vùng lãnh thổ khác, với tổng doanh thu đạt được trên toàn thế giới là 429,4 triệu USD, trong khi chi phí sản xuất chỉ là 80 triệu USD.
Tại thị trường Mỹ và Canada, bộ phim được phát hành cùng với X-Men: Phượng hoàng bóng tối và ban đầu được dự kiến thu về khoảng 60 triệu USD vào cuối tuần công chiếu. Bộ phim được phát tại 4.561 rạp, phát hành rộng rãi thứ hai tại thời điểm đó. Sau khi kiếm được 17,4 triệu USD vào ngày đầu tiên (bao gồm 2,2 triệu USD từ các buổi chiếu thử tối thứ năm, thấp hơn 5,3 triệu USD so với bộ phim đầu tiên), ước tính thấp hơn 46 triệu USD. Phim tiếp tục thu về tới 46,7 triệu USD, chưa bằng một nửa so với của bộ phim đầu tiên, nhưng vẫn đứng đầu tại phòng vé cuối tuần. Vào cuối tuần thứ hai, bộ phim đã kiếm được 24,4 triệu USD, đứng thứ hai sau Đặc vụ áo đen: Sứ mệnh toàn cầu.
Tại Anh, bộ phim đã thu về 4,1 triệu USD từ 613 rạp vào cuối ngày 24 tháng 5. Một tuần sau, bộ phim mở rộng sang Nga và cộng thêm 17,2 triệu USD từ hai nước.

### Đánh giá chuyên môn
Trên trang Rotten Tomatoes, bộ phim giữ tỷ lệ tán thành 60% dựa trên 159 đánh giá với điểm trung bình là 5,75/10. Lời bình luận chung của trang này là: "Đẳng cấp thú cưng 2 không dạy cho các ngôi sao hoạt hình bất kỳ thủ thuật kể chuyện mới nào – nhưng đối với người hâm mộ của bản gốc, phần phim vui nhộn, tràn đầy năng lượng này vẫn sẽ khiến họ thỏa mãn." Trên trang Metacritic, bộ phim có điểm trung bình là 55 trên 100, dựa trên 27 nhà phê bình, chỉ ra "các đánh giá hỗn hợp hoặc trung bình". Khán giả được bầu chọn của CinemaScore đã cho bộ phim đạt điểm trung bình A− theo thang điểm A+ đến F, bằng số điểm với bộ phim đầu tiên, trong khi PostTrak cho tác phẩm 4,5 trên 5 sao.
Courtney Howard từ Variety bình luận: "Thật kỳ lạ khi một bộ phim hài điển hình của Illumination lại mang theo thông điệp đau lòng khiến các bậc phụ huynh cảm thấy bớt cô độc hơn trong những cuộc đấu tranh nội tâm đầy thực tế của họ. [Thông điệp ấy] được ẩn giấu trong một chuyến phiêu lưu đầy oái oăm về những gì lũ thú cưng sẽ làm khi con người rời mắt [khỏi chúng]." James Berardinelli chấm tác phẩm 2,5 trên 4 sao cùng nhận xét: "một ví dụ hoàn hảo về những điều có thể xảy ra khi phần phim tiếp theo được thực hiện chỉ đơn giản vì phần trước của nó hái ra được nhiều tiền". Ông gọi Đẳng cấp thú cưng 2 là "một nỗ lực tầm thường đáng thất vọng, không đáp ứng được gì cho những khán giả ở độ tuổi trên 10", đồng thời cho rằng nội dung phim thiếu tập trung và "về cơ bản chỉ là ba câu chuyện riêng biệt được kết nối với nhau bởi các nhân vật cũ". Emily Davison của UK Film Review thì lại cho rằng tác phẩm này "thú vị hơn nhiều" và nhận xét "phần lồng tiếng cũng rất vứng chắc"

## Phần tiếp nối
Vào tháng 6 năm 2022, trong một buổi phỏng vấn trên podcast The Gary and Kenny Show, Meledandri xác nhận rằng phim thứ ba đang phát triển.